# NXT UK TakeOver: Blackpool II
NXT UK TakeOver: Blackpool II è stata la terza edizione della serie NXT TakeOver, prodotta dalla WWE per il roster di NXT UK, e trasmessa live sul WWE Network. L'evento si è svolto il 12 gennaio 2020 all'Empress Ballroom di Blackpool (Inghilterra).

## Antefatto
La serie di NXT TakeOver, riservata ai lottatori di NXT UK è iniziata il 12 gennaio 2019, con questo show che verrà trasmesso in diretta sul WWE Network. Tale evento è stato annunciato per la prima volta nella puntata di NXT UK del 24 novembre 2018 da Triple H. I Dark match sono contati nei tapings della successiva puntata di NXT UK.
Nella puntata di NXT UK del 7 novembre un match del duo formato da Flash Morgan Webster e Mark Andrews è terminato in no-contest a causa dell'intervento degli NXT UK Tag Team Champions Mark Coffey e Wolfgang del Gallus e di Fabian Aichner e Marcel Barthel dell'Imperium. Nella puntata di NXT UK del 12 dicembre Coffey e Wolfgang hanno affrontato l'Imperium per difendere l'NXT UK Tag Team Championship ma il match è terminato in no-contest a causa dell'intervento di Webster e Andrews e dei Grizzled Young Veterans (James Drake e Zack Gibson). A fronte di ciò, è stato annunciato per NXT UK TakeOver: Blackpool II un Fatal 4-Way Tag Team Ladder match tra i quattro team coinvolti per l'NXT UK Tag Team Championship detenuto dal Gallus.

## Risultati
| #  | Incontri | Stipulazioni                                                         | Durata |
| -- | --- | -------------------------------------------------------------------- | ------ |
| UK | Joseph Conners ha sconfitto A-Kid | Single match                                                         | 10:17  |
| UK | Dave Mastiff ha sconfitto Kassius Ohno | Single match                                                         | 6:50   |
| 1  | Eddie Dennis ha sconfitto Trent Seven | Single match                                                         | 8:17   |
| 2  | Kay Lee Ray (c) ha sconfitto Piper Niven e Toni Storm | Triple Threat match per l'NXT UK Women's Championship                | 13:10  |
| 3  | Tyler Bate ha sconfitto Jordan Devlin | Single match                                                         | 22:23  |
| 4  | Il Gallus (c) (Mark Coffey e Wolfgang) ha sconfitto Flash Morgan Webster e Mark Andrews, i Grizzled Young Veterans e l'Imperium (Fabian Aichner e Marcel Barthel) | Fatal 4-Way Tag Team Ladder match per l'NXT UK Tag Team Championship | 25:00  |
| 5  | Walter (c) ha sconfitto Joe Coffey per sottomissione | Single match per il WWE United Kingdom Championship                  | 27:32  |

UK I Dark match sono stati mandati in onda nella puntata di NXT UK del 16 gennaio 2020.